# Казка про богиню Мокошу
«Казка про богиню Мокошу» — український анімаційний фільм 1995 року студії Укранімафільм, режисер — Наталя Чернишова.

## Сюжет
За легендою Сергія Плачинди. Жила-була проста сільська жінка, ось тільки з чоловіком їй не пощастило, адже нічого він не робив, переклавши всю роботу на тендітні плечі своєї половинки. Йшов час, але нічого не змінювалося, лише з одним він справлявся із задоволенням — поглинав всю їжу. Відчайдушно намагалась вона щось змінити, але ось втрутилася богиня Макош, за заслугами покаравши невдячного ледаря.

## Над фільмом працювали
- Автор сценарію, кінорежисер, та художник-постановник: Наталя Чернишова;

- Композитор: Володимир Губа;

- Кінооператор: Ірина Сергєєва;

- Звукорежисер: Леонід Мороз;

- Аніматори: Євген Сивокінь, Людмила Ткачикова, Олексій Голованов, Алла Чурикова, Надія Семенець, Павло Приходько, Віталій Віленко, Дмитро Лісенбарт, Олександр Качевський (у титрах А. Качевський);

- Асистенти: Лариса Кучерова, Віра Боженок;

- Художники: Алла Чурикова, Сергій Сашніков;

- Монтаж: Лідія Мокроусова;

- Редактор: Світлана Куценко;

- Директор знімальної групи: В'ячеслав Кілінський (у титрах В. Килинський).

### Текст читала:
- Людмила Лобза.